# Stephanosporaceae
Stephanosporaceae é uma família de fungos da ordem Russulales. Espécies desta família, conhecidas na Eurásia e Nova Zelândia, crescem no chão com madeira podre ou detritos de plantas. Em março de 2015, o Index Fungorum listou 8 gêneros e 35 espécies na família. Stephanosporaceae foi circunscrito em 1979 pelos micologistas Franz Oberwinkler e Egon Horak.

## Gêneros e espécies
Abaixo estão listados os gêneros e suas espécies:
| Gênero                                 | Ano  | Espécies | Distribuição      |
| -------------------------------------- | ---- | --- | ----------------- |
| Athelidium Oberwinkler                 | 1966 | Athelidium aurantiacum Athelidium caucasicum | Dinamarca         |
| Cristinia Parmasto                     | 1968 | Cristinia artheniensis Cristinia brevicellularis Cristinia coprophila Cristinia decolorans Cristinia eichleri Cristinia filia Cristinia helvetica Cristinia mucida Cristinia rhenana Cristinia sasae Cristinia sonorae Cristinia tubulicystidiata | Europa            |
| Cyanobasidium Jülich                   | 1979 | Cyanobasidium microverrucisporum Cyanobasidium pelliculare |                   |
| Lindtneria Pilát                       | 1938 | Lindtneria alutacea Lindtneria asiae-orientalis Lindtneria baboquivariensis Lindtneria brevispora Lindtneria chordulata Lindtneria hydnoidea Lindtneria lowei Lindtneria panphyliensis Lindtneria rugospora Lindtneria thujatsugina | Europa, Austrália |
| Mayamontana Castellano, Trappe & Lodge | 2007 | Mayamontana coccolobae |                   |
| Mycolindtneria Rauschert               | 1987 | Mycolindtneria flava Mycolindtneria leucobryophila Mycolindtneria pterospora Mycolindtneria trachyspora | Europa            |
| Stephanospora                          | 1914 | Stephanospora aorangi Stephanospora caroticolor Stephanospora chilensis Stephanospora corneri Stephanospora cribbae Stephanospora flava Stephanospora hystrispora Stephanospora kanuka Stephanospora novae-caledoniae Stephanospora occidentiaustralis Stephanospora papua Stephanospora penangensis Stephanospora poropingao Stephanospora pounamu Stephanospora redolens Stephanospora sheoak]] Stephanospora tetraspora | Europa, Oceania   |
| Sulphurina Pilát                       | 1953 | Sulphurina sulphurea |                   |